# Ларос (Луизијана)
Ларос (енгл. Larose) насељено је место без административног статуса у америчкој савезној држави Луизијана.

## Демографија
По попису из 2010. године број становника је 7.400, што је 94 (1,3%) становника више него 2000. године.
| Група             | 2000.         | 2010.         |
| Белци             | 6.147 (84,1%) | 5.916 (79,9%) |
| Афроамериканци    | 413 (5,7%)    | 373 (5,0%)    |
| Азијати           | 174 (2,4%)    | 157 (2,1%)    |
| Хиспаноамериканци | 184 (2,5%)    | 568 (7,7%)    |
| Укупно            | 7.306         | 7.400         |